# Toronto Huskies
I Toronto Huskies furono una squadra di pallacanestro della BAA (precursore della odierna NBA) durante la stagione 1946-47 con sede a Toronto in Canada. Concluse con 22 vittorie e 38 sconfitte la sua unica stagione prima di sciogliersi ufficialmente nell'estate del 1947.

## Storia della franchigia
Gli Huskies vennero fondati nella stagione inaugurale della BAA del 1946-47. Il 1º novembre del 1946 ospitarono la prima gara della storia della lega (che la NBA ora considera come la sua prima partita) perdendo per 68-66 contro i New York Knicks davanti ad una folla di 7.090 persone. In quella notte chiunque fosse stato più alto di George Nostrand (il più alto degli Huskies) avrebbe avuto l'ingresso omaggio. Ben presto gli spettatori diminuorono e il Toronto Star pubblicò un articolo dove le perdite finanziarie dei due proprietari Cradock e Shannon furono stimate a 100.000 dollari in una sola stagione.
Il miglior marcatore della squadra fu Mike McCarron con 649 punti in 60 partite. Solo lui e Fitzgerald apparirono in tutte le partite. Nessuno dei quattro allenatori che si alternarono alla guida della squadra (Ed Sadowski, Lew Hayman, Dick Fitzgerald e Red Rolfe) allenò mai nessun'altra squadra nelle seguenti stagioni BAA/NBA e solo 5 giocatori (Sadowski, Nostrand, Leo Mogus, Kleggie Hermsen e Dick Schulz) sui 20 degli Huskies giocarono 10 o più partite in altre squadre.

## Stagioni
| Stagione | Lega | Denominazione   | V  | P  | %    | Piazzamento | Play-off |
| -------- | ---- | --------------- | -- | -- | ---- | ----------- | -------- |
| 1946-47  | BAA  | Toronto Huskies | 22 | 38 | 36,7 | 6º          | -        |